# シャルル・ド・ゴール＝エトワール駅
シャルル・ド・ゴール＝エトワール駅（フランス語: Gare de Charles de Gaulle - Étoile）はフランスパリの8区、16区、17区にまたがって位置する、パリメトロとRERの駅。
シャルル・ド・ゴール広場（旧称：エトワール広場）の地下にあり、エトワール凱旋門の最寄り駅でもある。また、いすゞ・ジェミニのCMが撮影された駅でもある。

## 利用可能な鉄道路線
パリメトロ
 1号線
 2号線
 6号線
RER
 A線

## 歴史
- 1900年
  - 9月1日：メトロ1号線のエトワール駅（Étoile）として開業。
  - 10月2日：メトロ1号線エトワール駅 - トロカデロ駅間延伸。同区間は1903年に2号南線となり、1907年に5号線、1942年に6号線に編入されて現在に至る[1]。
  - 12月13日：メトロ2号北線ポルト・ドフィーヌ駅 - エトワール駅間開通。2号北線は1907年に2号線と改称されて現在に至る。
- 1970年
  - 1月19日：現在のRER A線の前身となるラ・デファンス駅 - エトワール駅間が開通。
  - 2月21日：同年11月にエトワール広場がシャルル・ド・ゴール広場と改称されるのに合わせ、駅名をシャルル・ド・ゴール＝エトワール駅と改称。

## 駅構造
地下駅であり、メトロ1号線と6号線のホームは同一平面にあり、その下にメトロ2号線、さらにその下にRER A線のホームがある。
メトロ1号線、2号線、RER A線はそれぞれ2面2線の相対式ホームを有するが、当駅が西側の終着駅であるメトロ6号線は、列車の折り返しのために設けられたラケット状のループ線の途中にホームがあり、1本の線路を降車用ホーム（進行方向左側）と乗車用ホーム（同右側）が挟む形（2面1線）となっている。
メトロ1号線ホームのみ可動式ホーム柵が設けられている。

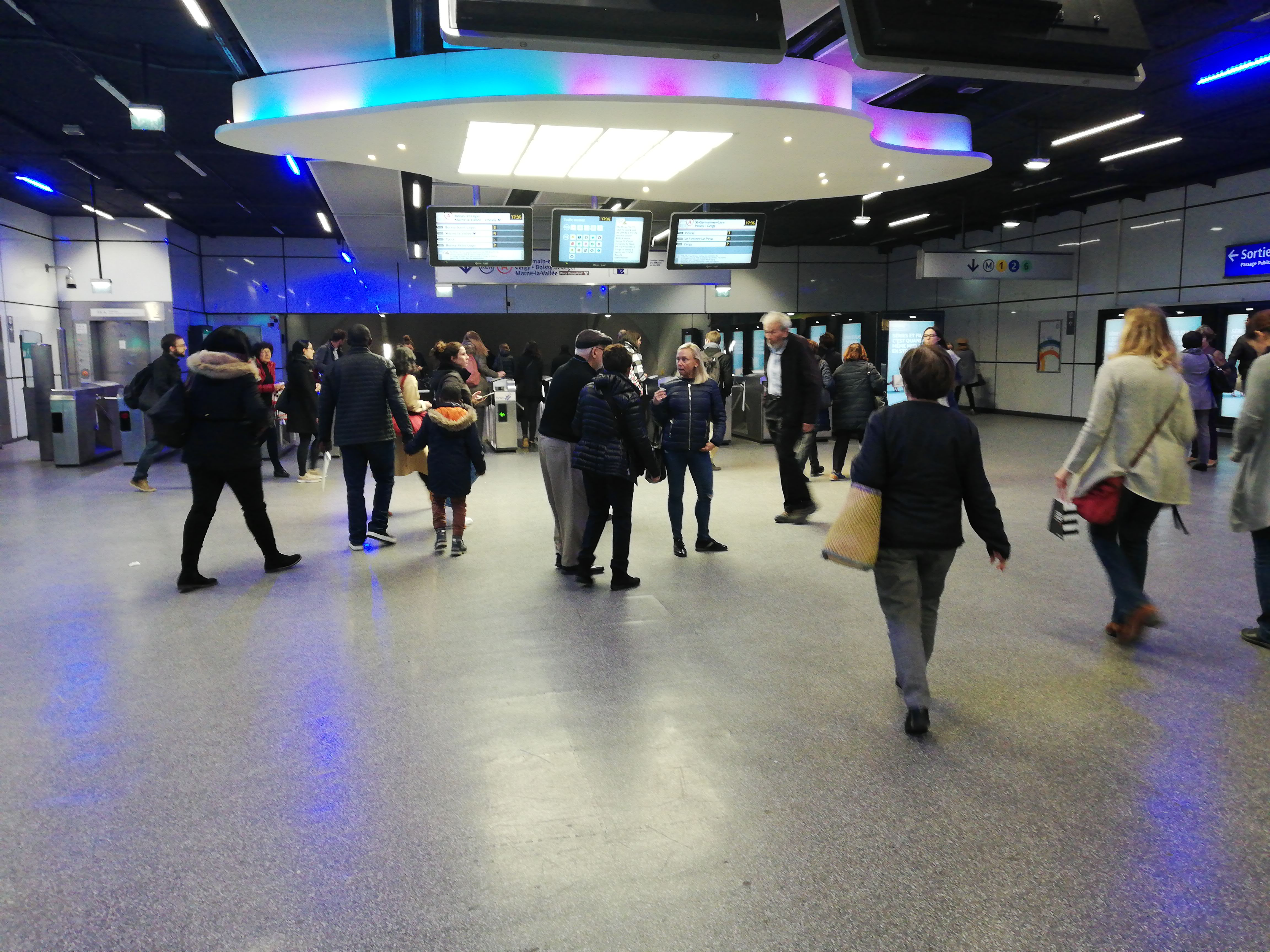
コンコース（2018年11月）
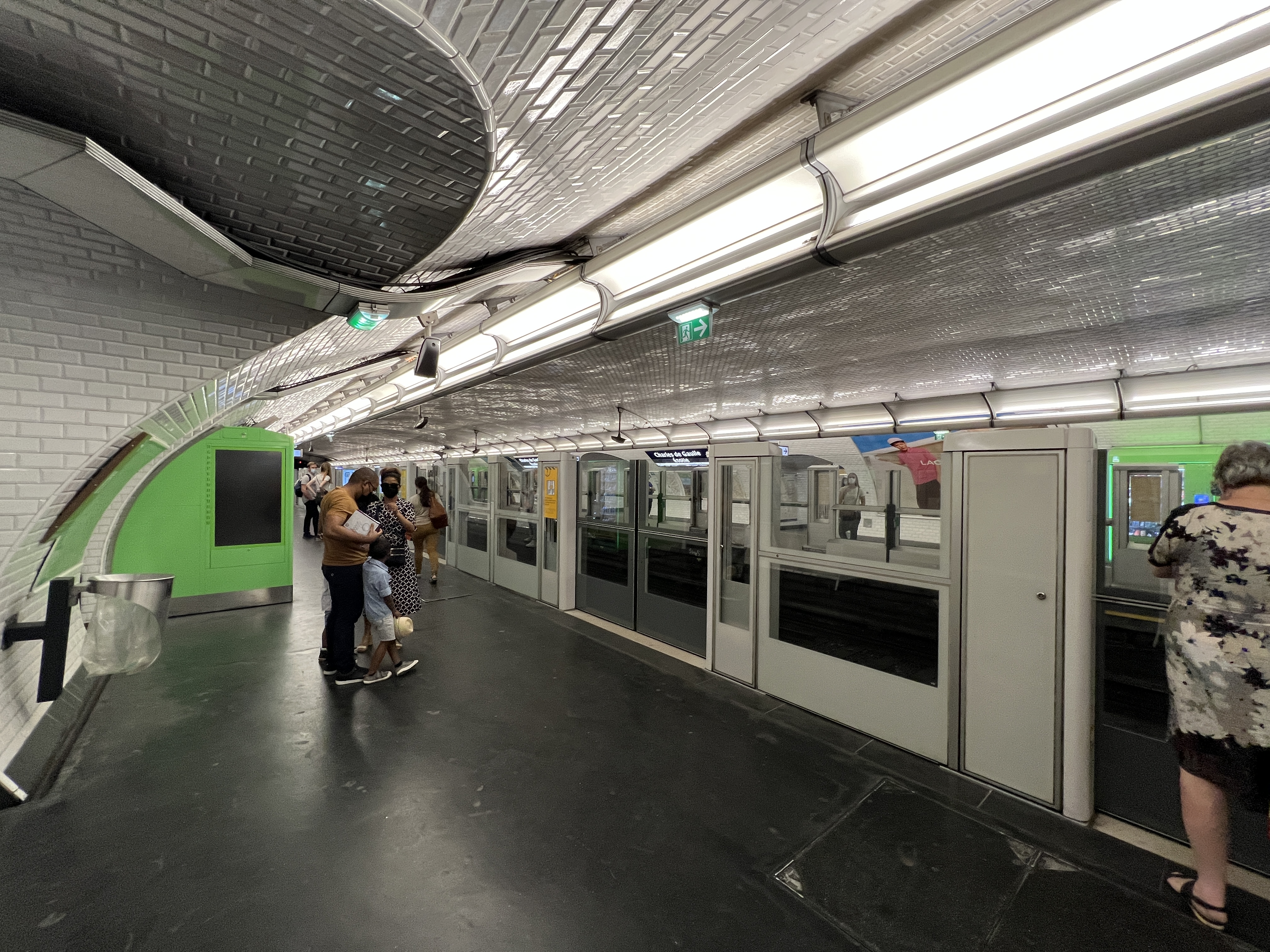
メトロ1号線ホーム（2022年5月）
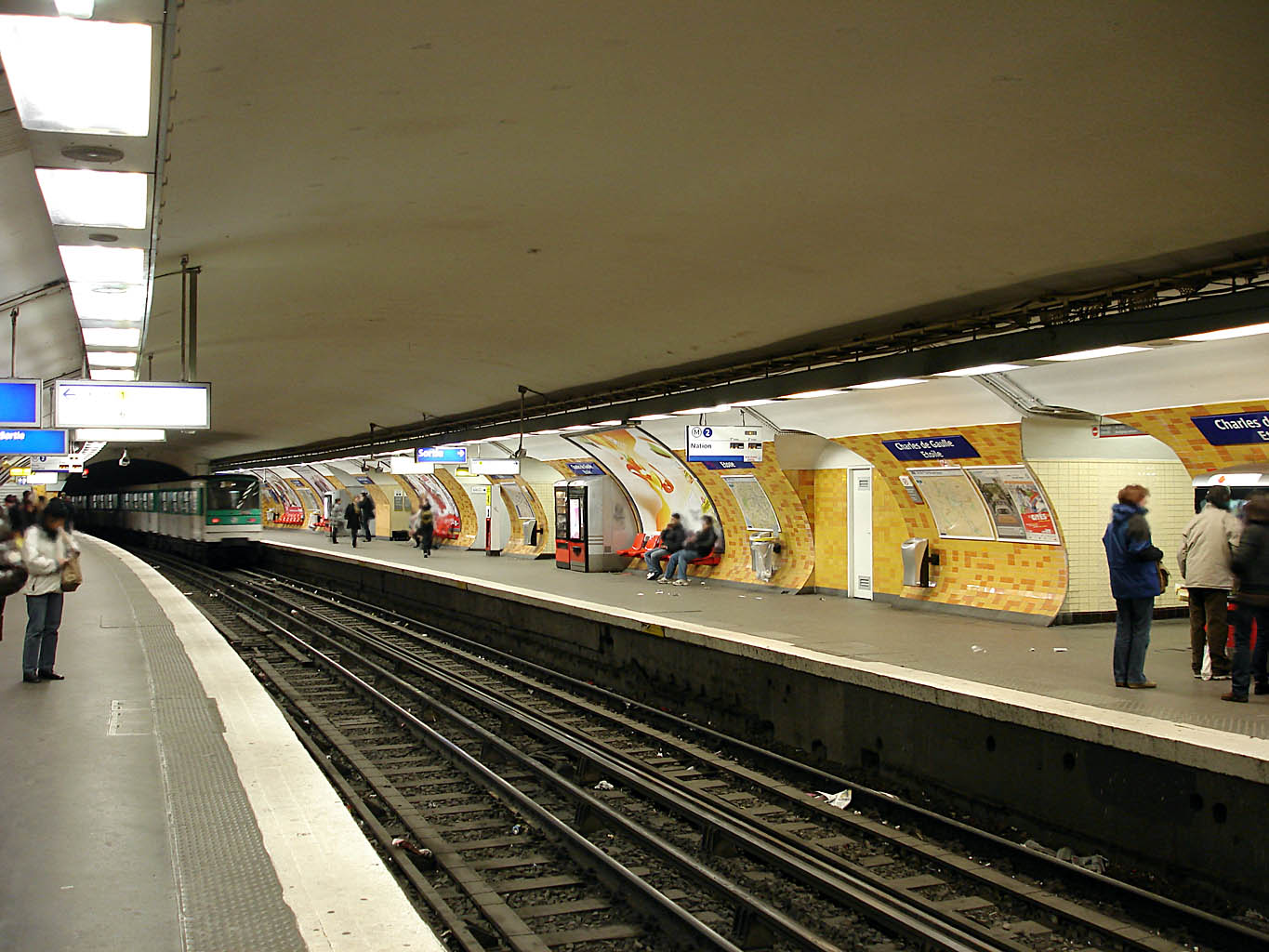
メトロ2号線ホーム（2008年3月）
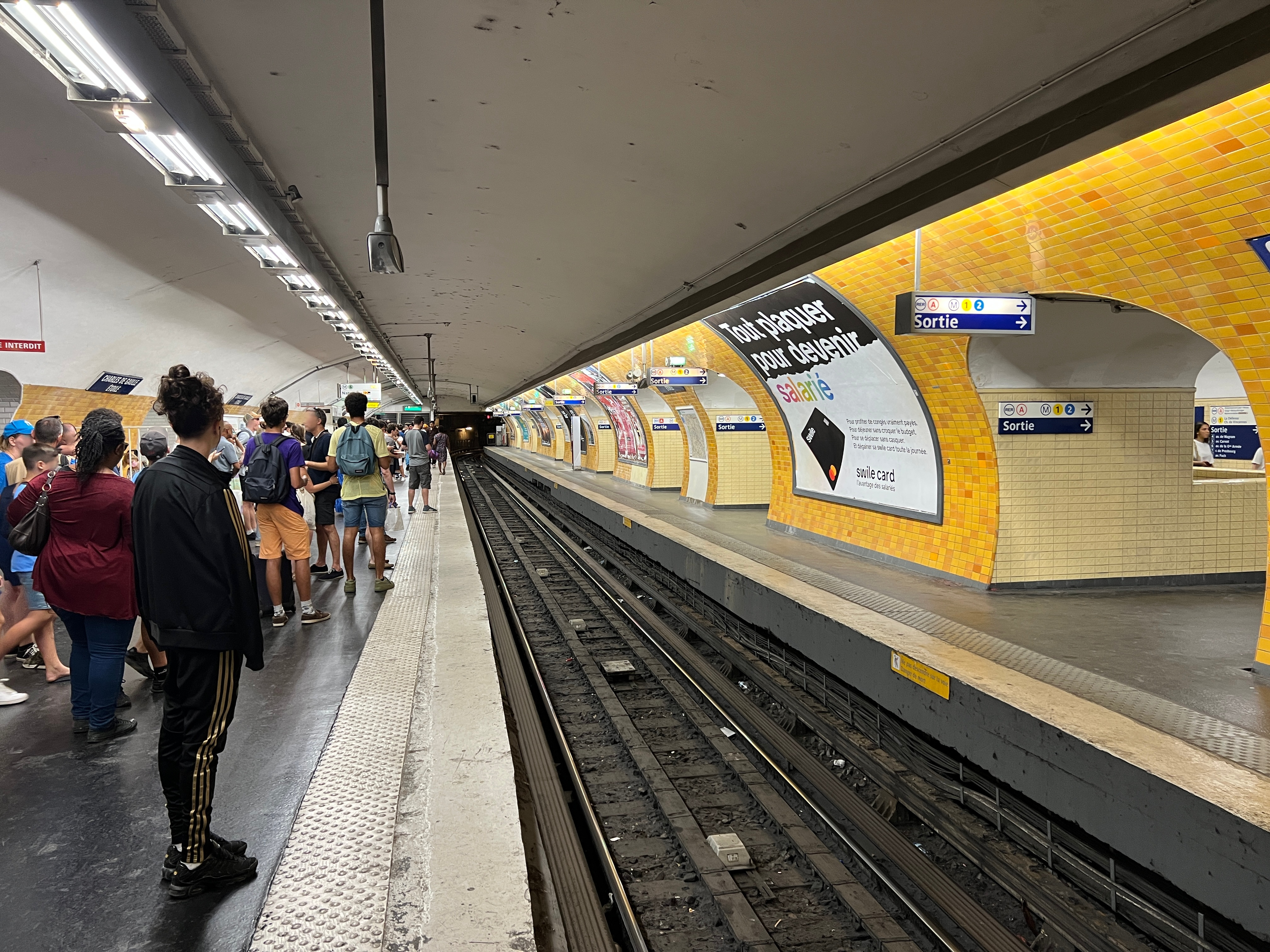
メトロ6号線ホーム（2022年6月）
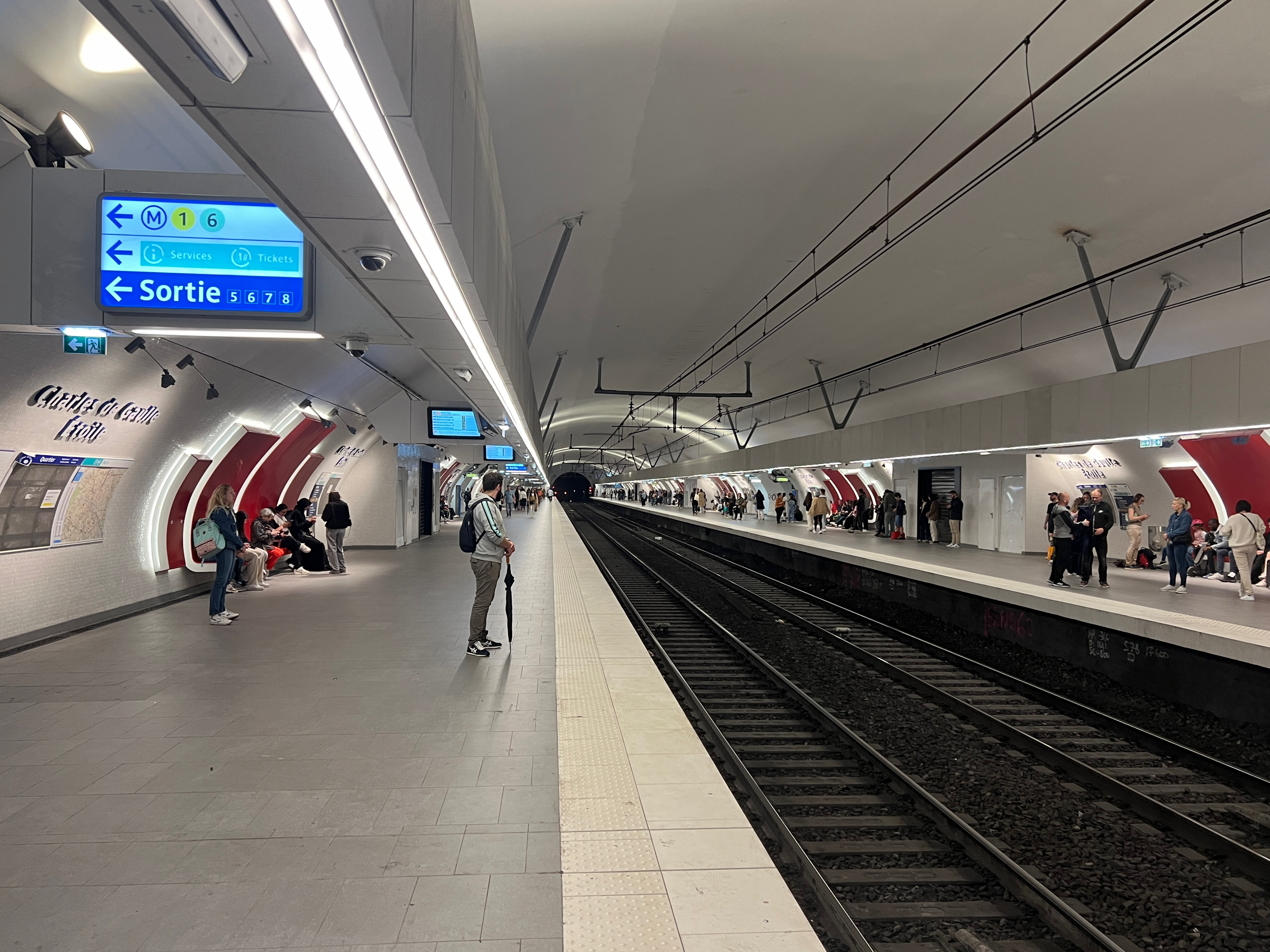
RER A線ホーム（2024年5月）

## 利用状況
パリメトロの駅に関しては2019年に年間7,296,559人の利用客の統計が取れており、パリメトロ全駅中36位。

## 駅周辺

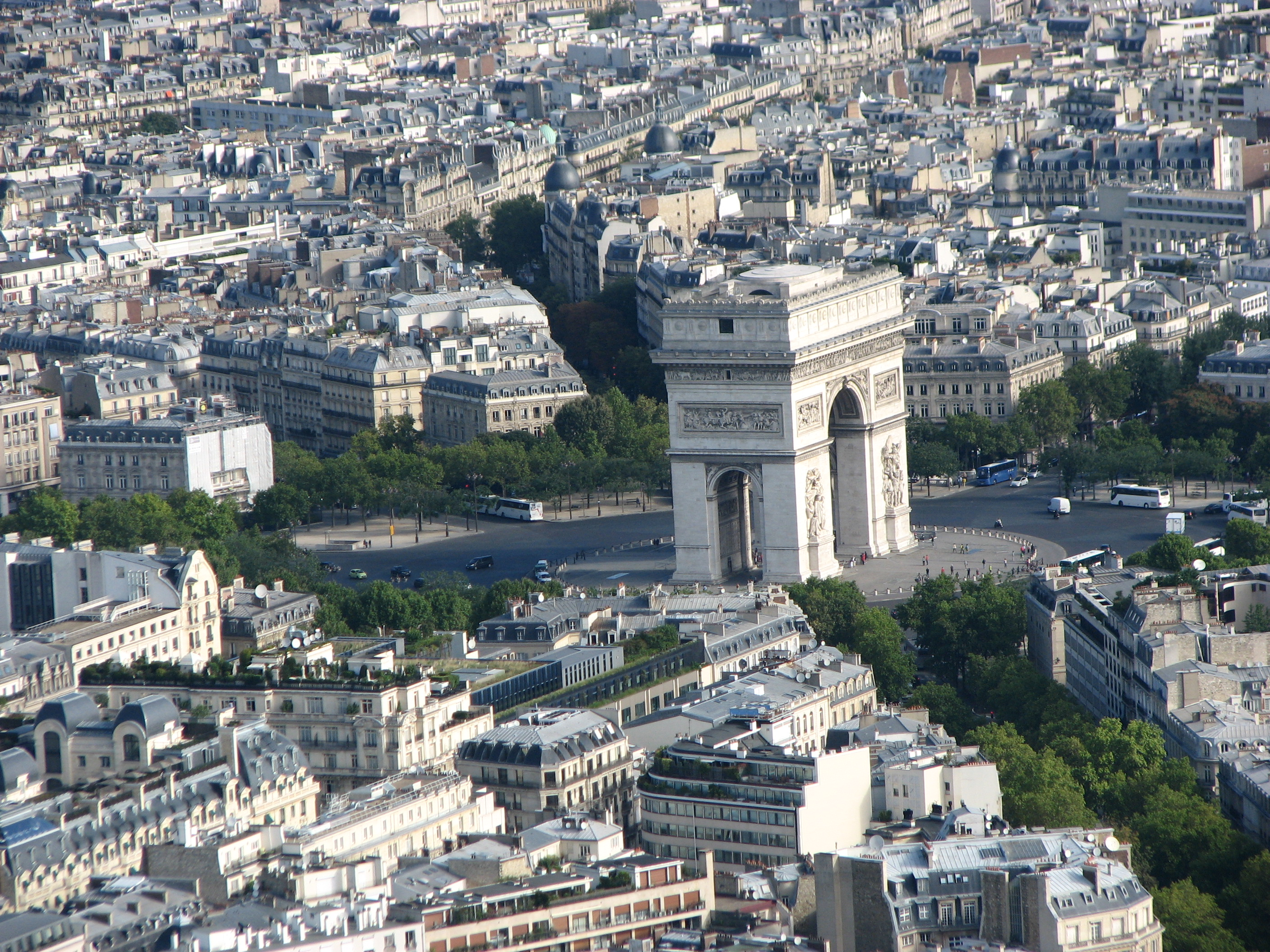
駅前にあるエトワール凱旋門とシャルル・ド・ゴール広場を空撮（2014年8月）

- シャルル・ド・ゴール広場
- エトワール凱旋門
- シャンゼリゼ通り
- マルソー通り（英語版、フランス語版）
- イエナ通り（英語版、フランス語版）
- クレベール通り（英語版、フランス語版）
- ヴィクトル・ユゴー通り（英語版、フランス語版）
- フォッシュ通り（英語版、フランス語版）
- グランド・アルメ通り（英語版、フランス語版）
- カルノ通り（フランス語版）
- マック＝マオン通り（英語版、フランス語版）
- ワグラム通り（英語版、フランス語版）
- オッシュ通り（英語版、フランス語版）
- フリートラント通り（フランス語版）
- ティシット通り（英語版、フランス語版）
- プレスブール通り（英語版、フランス語版）
- ホテル・ナポリタン（英語版、フランス語版）
- 在フランスカタール大使館（フランス語版）
- ホテル・スプレンディッド・エトワール（フランス語版）

## 隣の駅
パリメトロ
 1号線
アルジャンティーヌ駅 - シャルル・ド・ゴール＝エトワール駅 - ジョルジュ・サンク駅
 2号線
ヴィクトル・ユゴー駅 - シャルル・ド・ゴール＝エトワール駅 - テルヌ駅
 6号線
シャルル・ド・ゴール＝エトワール駅 - クレベール駅
 RER
 A線
ラ・デファンス駅 - シャルル・ド・ゴール＝エトワール駅 - オーベール駅